# MLB SHOW-TIME
『MLB SHOW-TIME』（エムエルビー・ショータイム）は、2024年4月2日から2025年1月21日までフジテレビ系列で毎週火曜 23:30 - 23:40（JST）に放送されていたメジャーリーグベースボールの情報番組。毎回メジャーリーグの情報を取り上げていた深夜のミニ番組で、ロサンゼルス・ドジャースの大谷翔平をはじめとする日本人メジャーリーガーたちの1週間の模様を主に伝えていた。

## 放送休止
番組開始時からディップの一社提供で放送していたが、フジテレビの一連の不祥事報道を受けて、当初2025年1月28日放送回より提供を取り下げるとしていたが、その後同日より当面の間本番組を休止することになったため、後座番組の『FNN Live News α』を10分前拡大させている。なお、FNNの平日夜ニュースが23:30開始になるのは2017年（平成29年）9月までの『ユアタイム』以来7年4か月ぶり。
2025年3月12日のフジテレビの4月改編発表で『FNN Live News α』が正式に23:30開始に変更されることが発表され、当番組は現行枠で再開されないことが確定した。その後番組が放送再開せずに打ち切られた。
その後もフジテレビにおけるメジャーリーグの情報は一般ニュース、スポーツニュースで引き続き取り上げられている。

## 出演者
- MC：木村昴
- コメンテーター：五十嵐亮太（元プロ野球選手、野球解説者）

## スタッフ
すべてフジテレビ公式サイト内の番組ページ（下記外部リンク節を参照）からの参考。
- ナレーター：桑原俊行
- ディレクター：金子優介、城市圭介
- 演出：勝見拓也
- プロデューサー：瓜生夏美、吉川英明
- チーフプロデューサー：織田実